# Bento da França Pinto de Oliveira

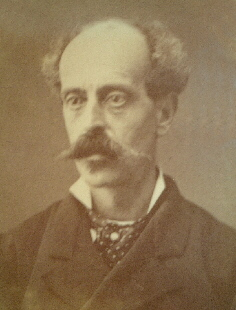
Bento da França Pinto de Oliveira

Bento da França Pinto de Oliveira (* 30. Dezember 1833 in Porto, Portugal; † 21. Oktober 1889 in Aveiro, Portugal) war ein portugiesischer Offizier und Kolonialverwalter.

## Werdegang
Pinto de Oliveira war Oberst der Kavallerie und zunächst Mitarbeiter im Außenministerium Portugals, wo er mit der politischen Arbeit in den Überseegebieten betraut war. In diesem Rahmen hatte Pinto de Oliveira Einsätze in Mosambik, Kap Verde, Angola und Portugiesisch-Indien. Aufgrund finanzieller Probleme entschied er sich 1882, den angebotenen Posten als Gouverneur von Portugiesisch-Timor anzunehmen, obwohl die Reise mit Frau, sieben Kindern (darunter zwei Stiefkinder), Haushälterin und einem Adjutanten gefährlich war und die Kolonie als unsicher und ungesund galt. Bereits 1883 trat Pinto de Oliveira als Gouverneur wieder zurück. Der Sohn Henrique und eine Stieftochter waren an der Malaria gestorben. Die gesamte Familie magerte ab. Zudem hatten Pinto de Oliveira die Feindseligkeit der übergeordneten Administration im portugiesischen Macau und die vielen lokalen Intrigen zermürbt. Pinto de Oliveira wurde Kommandant des 9. Kavallerieregiments in Aveiro und Generalleutnant in der Armee.

## Familie
Bento war der Sohn des Conde Bento da França Pinto de Oliveira, Feldmarschall und erster Graf von Fonte Nova, und Maria José Tovar da Costa. Er hatte drei Brüder und eine Schwester, die alle älter als Bento waren.
Bento war verheiratet mit Maria Bernardina da Gama Lobo Saldanha e Sousa, der Witwe seines Bruders Salvador, mit der er sieben Kinder hatte:
- Maria José de Oliveira Pinto da França
- Luis João Batista de Oliveira Pinto da França
- António da França Pinto de Oliveira (1872–1917), Kavalleriekapitän der portugiesischen Armee und Kommandant der Festung São Miguel e São Pedro da Barra de Luanda
- Henrique de Oliveira Pinto da França
- Maria Bernardina de Oliveira Pinto da França
- Maria Rita de Oliveira Pinto da França
- Maria Ana de Oliveira Pinto da França[2]

Dazu kamen noch vier Kinder aus der früheren Ehe Marias mit Salvador de Oliveira Pinto da França, darunter Bento da França Pinto de Oliveira Salema (1859–1906).
António D’Oliveira Pinto da França (1935–2013), Enkel von António da França Pinto de Oliveira, war ein Diplomat und Autor.

## Veröffentlichungen
- Subsídios para história de Macau, 1888.